# Villa di Briano
Villa di Briano este o comună din provincia Caserta, regiunea Campania, Italia, cu o populație de 7.205 de locuitori&#32 (2018);și o suprafață de 8,55 km².

## Demografie
Villa di Briano - evoluția demografică

|  | Graficele sunt indisponibile din cauza unor probleme tehnice. Mai multe informații se găsesc la Phabricator și la wiki-ul MediaWiki. |

Date: Recensăminte sau birourile de statistică - grafică realizată de Wikipedia